# Jägala-Wasserfall

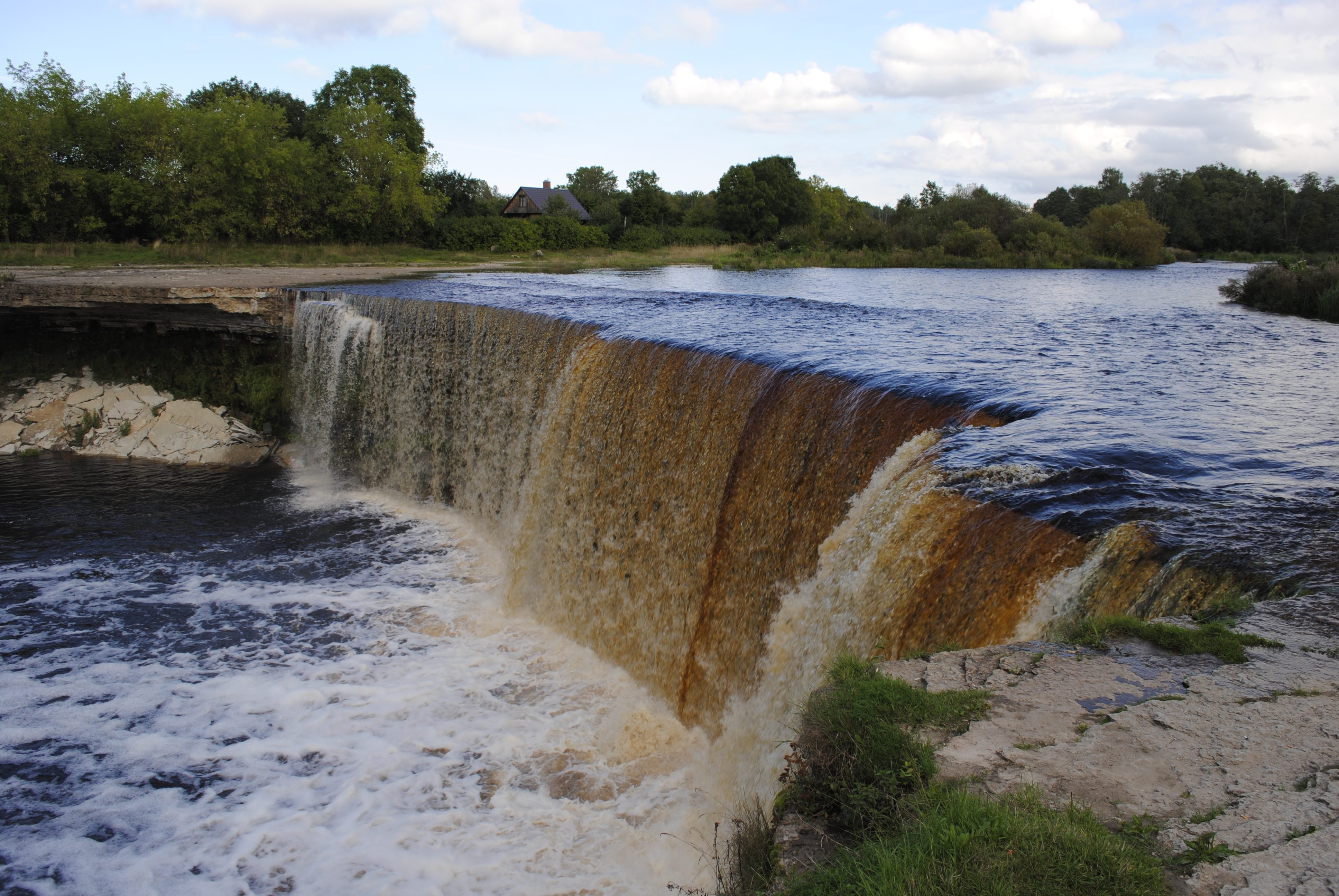
Der Jägala-Wasserfall, September 2014

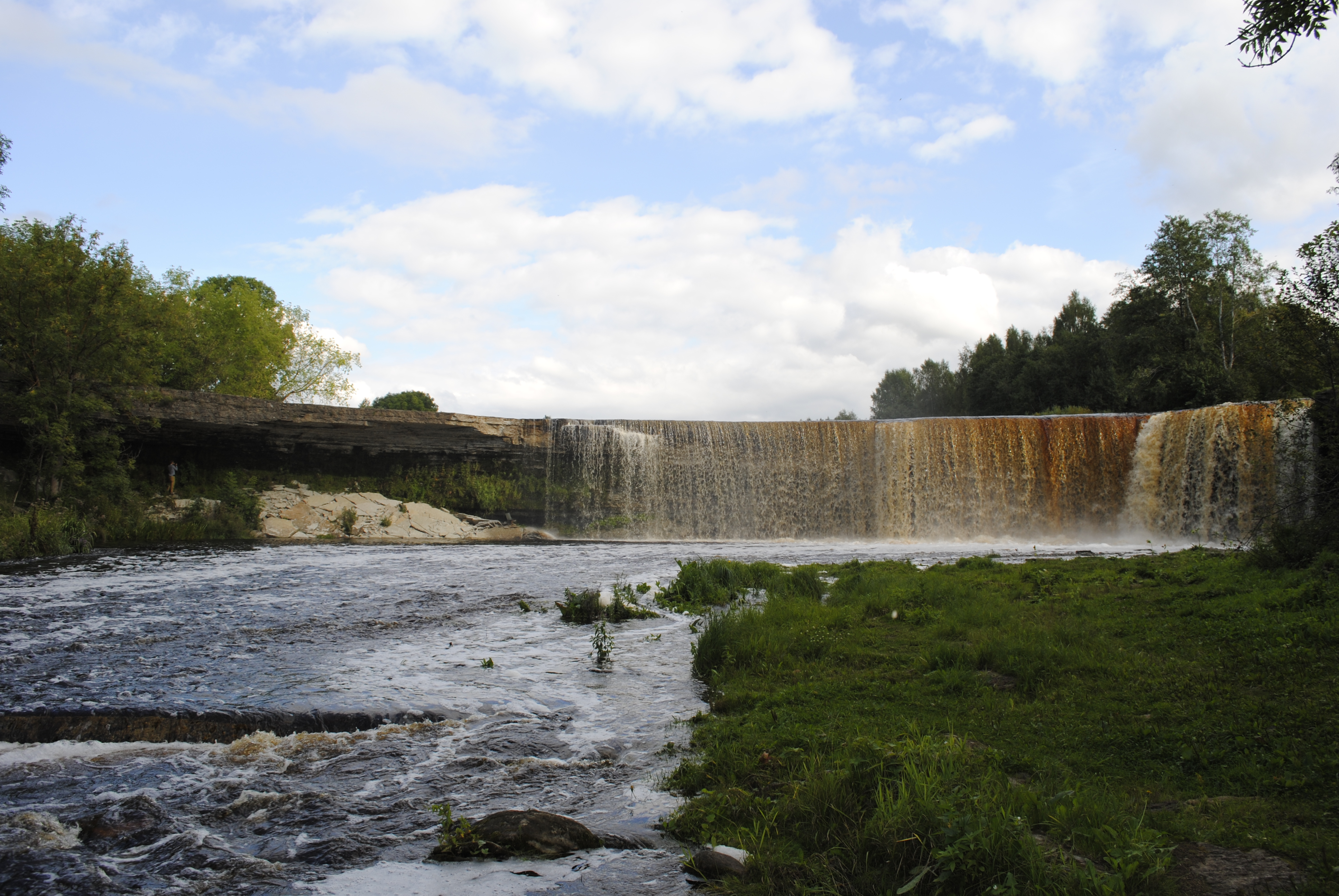
Blick von unteren Flussverlauf

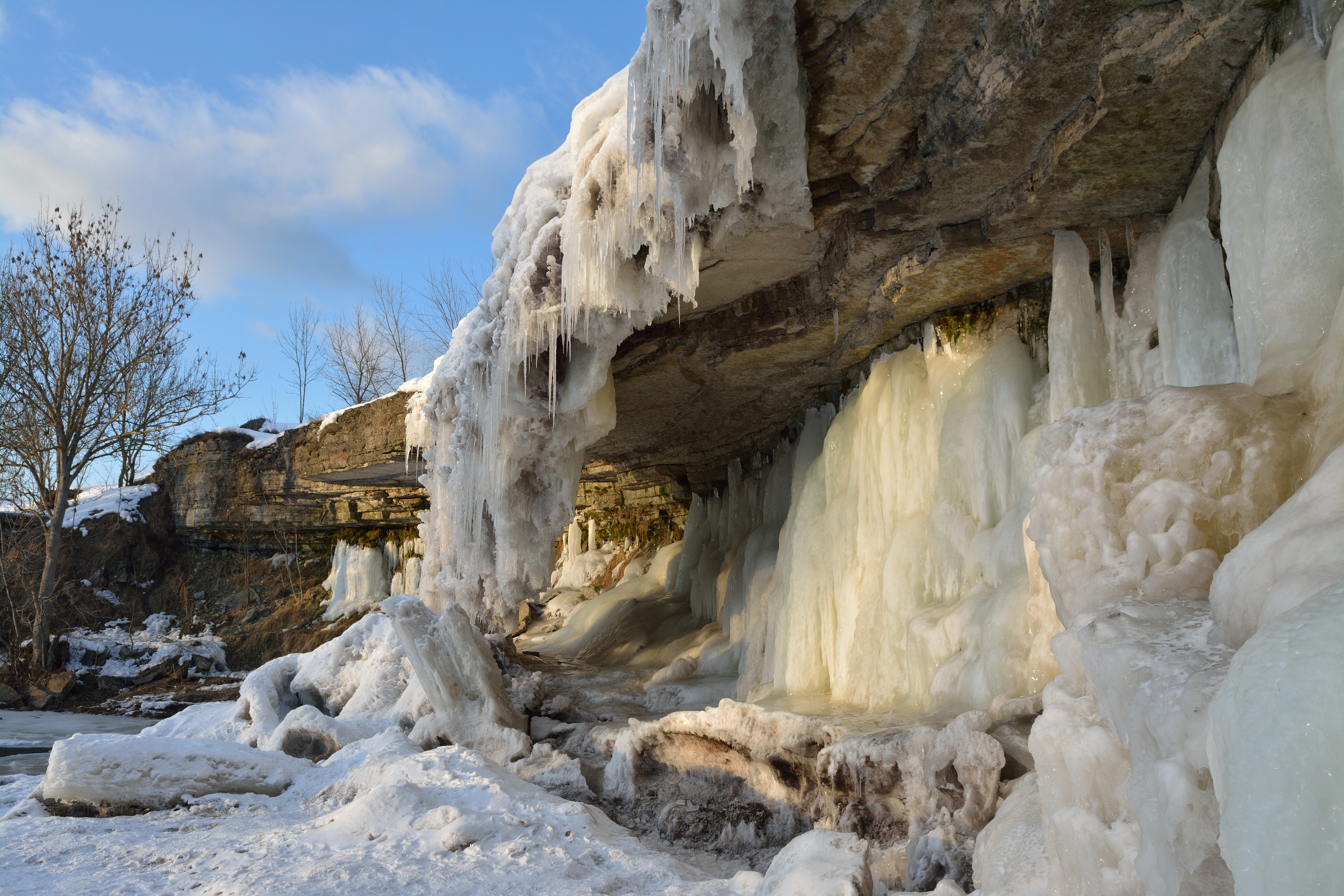
Der Wasserfall im Winter

Der Jägala-Wasserfall (estnisch Jägala juga) ist der größte natürliche Wasserfall in Estland.

## Beschreibung
Der Jägala-Wasserfall befindet sich am Unterlauf des Jägala-Flusses in der Gemeinde Jõelähtme, ca. 25 km östlich von Tallinn. Der Wasserfall liegt etwa 3 km vor der Mündung des Flusses in die Ostsee.
Der Jägala-Wasserfall ist zwischen 7,8 und 8,1 m hoch und über 50 m breit. Durch die Kraft des Wassers wird seine Kante aus Kalkstein jedes Jahr um etwa 3 cm abgebrochen. Besonders im Frühling und im Herbst, wenn der Fluss viel Wasser führt, und im Winter, wenn der Wasserfall (teilweise) zufriert, bietet sich dem Betrachter ein beeindruckendes Bild.

## Geschichte
Der Wasserfall wurde im Volksmund Joarüngas genannt. Er war vermutlich in vorchristlicher Zeit ein kultischer Ort. Um 1240 wird bereits eine Wassermühle urkundlich erwähnt, die sich noch auf einer Karte von 1688 findet. Von 1917 bis kurz nach Ende des Zweiten Weltkriegs standen nahe dem Wasserfall ein Elektrizitätskraftwerk und eine Zellulose-Fabrik.
Der Wasserfall und die Umgebung bildeten 1978 einen Teil der Locations, die Andrei Tarkowski für seinen Film Stalker auswählte.